# Hotel Sabaneta
El Hotel Sabaneta fue un hotel y un campo de concentración de nazis situado en el municipio de Fusagasugá, fue reconocido por ser un campo de concentración de nazis en Colombia durante la Segunda Guerra Mundial y el único que tuvo hasta ahora. Estuvo en funcionamiento entre 1938 a 1973 y demolido en 1998.

## Historia
Fue construido entre 1937 y 1938 y obtuvo en 1945 el Premio Nacional de Arquitectura y era el mejor hotel de la ciudad, dónde la alta sociedad celebraba sus eventos. Entre 1944 y 1946 albergó alrededor de 100 personas, alemanes y japoneses que habían llegado a Colombia y se sospechaba que habían colobarado con las potencias del Eje en la Segunda Guerra Mundial. Tras este hecho, continuó su actividad hotelera, gozando de gran fama gracias a su gran piscina olímpica, con toboganes de varios pisos. En 1973 fue cerrado y abandonado y quedando en ruinas, y 25 años después, en el año 1998 fue totalmente demolido y remplazado por bodegas de Holcim, Agroquímicos Oriente y otros locales, y así cómo continúa en la actualidad.

## Descripción
Estaba formado por un conjunto de edificios, el principal, de estilo neocolonial, con grandes columnas y techos a  dos aguas y seis cabaña y una piscina, cuatro de ellas de dos plantas, del que hoy sólo se conserva la torre de vigilancia, entre naves de empresas que la usan para colocar carteles publicitarios.